# Turning Point (2013)
Turning Point (2013) (também chamado de Impact Wrestling: Turning Point) foi um evento de wrestling profissional realizado pela Total Nonstop Action Wrestling, que ocorreu no dia 12 de setembro de 2013 no Impact Wrestling Zone na cidade de Orlando, Flórida. Esta foi a décima edição da cronologia do Turning Point. Ao contrário das edições anteriores, este evento não foi realizado em formato de pay-per-view, mas sim como uma edição especial do Impact Wrestling exibido pela Spike TV. O evento também marcou o retorno da TNA à Impact Wrestling Zone após um período de 8 meses.

## Antes do evento
Impact Wrestling: Turning Point teve lutas de wrestling profissional envolvendo diferentes lutadores com rivalidades e storylines pré-determinadas. Os lutadores interpretaram um vilão ou um mocinho seguindo uma série de eventos para gerar tensão, culminando em várias lutas.
No Impact Wrestling: No Surrender, Bully Ray derrotou Mr. Anderson numa luta last man standing para manter o TNA World Heavyweight Championship e após a luta, Ray aplicou um piledriver em Anderson na entrada do cenário, o lesionando, de modo que ele também foi expulso dos Aces & Eights. Anderson voltou no Impact Wrestling de 24 de outubro durante um confronto entre Ray e o novo campeão mundial dos pesos-pesados da TNA, A.J. Styles. No mesmo dia, Anderson custou a revanche de Ray, o distraindo durante a luta contra Styles. No Impact Wrestling de 7 de novembro, Ray desafiou Mr. Anderson para uma luta sem desqualificações no Turning Point, com a condição de que se caso ele vencesse, Anderson teria que deixar a TNA, do contrario, os Aces & Eights teriam que se separar.
Nas semanas que antecederam o Bound for Glory, a presidente da TNA Dixie Cater se tornou numa vilã ao afirmar que o vencedor do Bound for Glory Series de 2013 A.J. Styles era "apenas marketing", se recusando a assinar um novo contrato com ele. Após não conseguir evitar a conquista do World Heavyweight Championship por Styles no Bound for Glory, Cater tentou assinar um novo contrato com A.J. no Impact Wrestling de 24 de outubro, porém ele se recusou, deixando a empresa após defender o título contra Bully Ray naquela mesma noite. Dixie Carter anunciou em 29 de outubro que o título ficaria vago a partir daquela data, anunciando um torneio para coroar o novo campeão. No Impact Wrestling de 31 de outubro, Jeff Hardy, Chris Sabin, Bobby Roode, James Storm, Kurt Angle, Austin Aries, Magnus e Samoa Joe foram anunciados como participantes do torneio. No mesmo dia, a presidente da TNA anunciou que todas as estipulações seriam escolhidas na "Wheel of Dixie", uma roleta com várias estipulações diferentes.   Na semana seguinte, Hardy derrotou Sabin numa luta full metal mayhem para chegar as semifinais. No Impact Wrestling de 14 de novembro, foi anunciada uma luta bullrope entre Storm e Roode e outro combate entre Magnus e Samoa Joe pelo torneio no Turning Point.

## Resultados
| No. | Lutas                                            | Estipulações | Duração |
| --- | ------------------------------------------------ | --- | ------- |
| 1   | Magnus derrotou Samoa Joe                        | Luta com contagem em qualquer lugar válida pelo torneio pelo vago TNA World Heavyweight Championship                                        | 11:18   |
| 2   | Gail Kim (com Lei'D Tapa) derrotou Candice LeRae | Luta individual | 01:52   |
| 3   | Bobby Roode derrotou James Storm                 | Luta Florida Death válida pelo torneio pelo vago TNA World Heavyweight Championship                                                         | 12:00   |
| 4   | Ethan Carter III derrotou Shark Boy              | Luta individual | 02:06   |
| 5   | Mr. Anderson derrotou Bully Ray (com Brooke)     | Luta sem desqualificações Se Ray vencesse, Anderson teria que deixar a TNA, caso Anderson vencesse, os Aces & Eights teriam que se separar. | 13:01   |

### Torneio pelo vago TNA World Heavyweight Championship
|  | Quartas de Final                | Quartas de Final | Quartas de Final                   |             |       | Semifinais         | Semifinais       | Semifinais |  |  | Final | Final | Final |  |
|  |                                 |                  |                                    |             |       |                    |                  |            |  |  |       |       |       |  |
|  | 7/11                            | Jeff Hardy       | Luta FMM                           |             |       |                    |                  |            |  |  |       |       |       |  |
|  | 7/11                            | Jeff Hardy       | Luta FMM                           |             |       |                    |                  |            |  |  |       |       |       |  |
|  | Impact Wrestling                | Chris Sabin      | 10:38                              |             |       |                    |                  |            |  |  |       |       |       |  |
|  | Impact Wrestling                | Chris Sabin      | 10:38                              |             | 05/12 | Jeff Hardy         | Luta de mesas    |            |  |  |       |       |       |  |
|  |                                 |                  |                                    |             | 05/12 | Jeff Hardy         | Luta de mesas    |            |  |  |       |       |       |  |
|  |                                 |                  | Impact Wrestling                   | Bobby Roode | 13:50 |                    |                  |            |  |  |       |       |       |  |
|  | 21/11                           | Bobby Roode      | Impact Wrestling                   | Bobby Roode | 13:50 | Luta Florida Death |                  |            |  |  |       |       |       |  |
|  | 21/11                           | Bobby Roode      |                                    |             |       |                    |                  |            |  |  |       |       |       |  |
|  | Impact Wrestling: Turning Point | James Storm      | 12:00                              |             |       |                    |                  |            |  |  |       |       |       |  |
|  | Impact Wrestling: Turning Point | James Storm      | 12:00                              |             | 19/12 | Jeff Hardy         | Luta "Dixieland" |            |  |  |       |       |       |  |
|  |                                 |                  |                                    |             |       |                    |                  |            |  |  |       |       |       |  |
|  |                                 |                  | Impact Wrestling: Final Resolution | Magnus      | 17:45 |                    |                  |            |  |  |       |       |       |  |
|  | 14/11                           | Kurt Angle       | Impact Wrestling: Final Resolution | Magnus      | 17:45 | Luta de submissão  |                  |            |  |  |       |       |       |  |
|  | 14/11                           | Kurt Angle       |                                    |             |       |                    |                  |            |  |  |       |       |       |  |
|  | Impact Wrestling                | Austin Aries     | 18:44                              |             |       |                    |                  |            |  |  |       |       |       |  |
|  | Impact Wrestling                | Austin Aries     | 18:44                              |             | 05/12 | Kurt Angle         | Luta LMS         |            |  |  |       |       |       |  |
|  |                                 |                  |                                    |             | 05/12 | Kurt Angle         | Luta LMS         |            |  |  |       |       |       |  |
|  |                                 |                  | Impact Wrestling                   | Magnus      | 15:26 |                    |                  |            |  |  |       |       |       |  |
|  | 21/11                           | Magnus           | Impact Wrestling                   | Magnus      | 15:26 | Luta FCA           |                  |            |  |  |       |       |       |  |
|  | 21/11                           | Magnus           |                                    |             |       |                    |                  |            |  |  |       |       |       |  |
|  | Impact Wrestling: Turning Point | Samoa Joe        | 11:18                              |             |       |                    |                  |            |  |  |       |       |       |  |